# Palácio do Reitor (Dubrovnik)
O Palácio do Reitor (em croata: Kneževo dvor) é um palácio na cidade croata de Dubrovnik, onde atualmente está instalado uma secção do Museu de Dubrovnik. Serviu como sede e residência do Reitor da República de Ragusa entre o século XIV e 1808. Foi também a sede do Conselho Menor, do Conselho Maior e da administração estadual. Além disso, abrigava um arsenal, paiol, uma casa da guarda e uma prisão.
O palácio foi erguido em estilo gótico, mas também tem elementos renascentistas e barrocos, combinando harmoniosamente esses elementos.

O Departamento de História do Museu de Dubrovnik opera no palácio desde 1872.

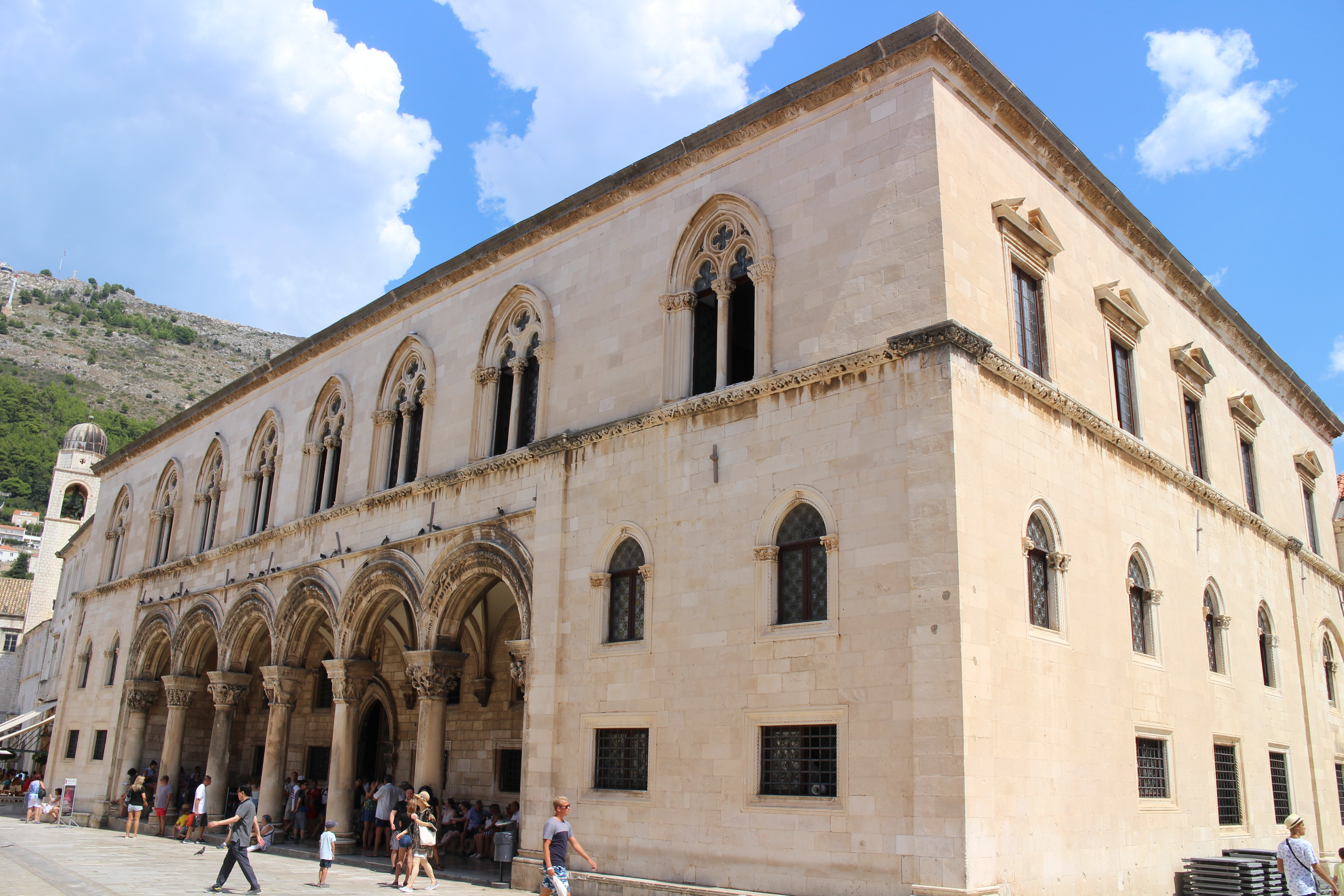
Palácio do Reitor